# Bebe (Back II Black)
Abebe Dániel, művésznevén: Bebe (Szentes, 1976. július 24. –) énekes, a Back II Black együttes énekese.

## Életpályája
Apai ágon etióp származású. Édesapja, Assefa Abebe 1967-ben érkezett Magyarországra. Bebe 1990 és 1994 között a csongrádi Batsányi János Gimnáziumban tanult, majd 1994 és 1998 között a Kodolányi János Főiskola diákja volt, ahol közgazdászként végzett.
Már a gimnáziumi évei alatt tudta, hogy énekes akar lenni. 1990 - 1995 között az Old Sound, 1995 - 1999 között a Murphy Band, 1999-ben a Picasso Branch, majd 2000-től a Back II Black együttes énekeseként ismert. 2003 tavaszán a Szolnoki Szigligeti Színház színpadán az Alul semmi című musical Fekete Csődör játszotta. Majd a Tordy Géza rendezte Egy csepp méz című színdarabban.

## Albumok
A Picasso Branchcsel:
- 1999 – Álmodj rólam
- 1999 – Picasso Branch

A Back II Blackkel:
- 2000 – Ülünk a téren
- 2001 – Örökké akarok élni
- 2003 – Zene nélkül mit érek én? (Warner-Magneoton)
- 2005 – Tevagyazakitalegjobban (Warner-Magneoton)
- 2006 – Sodor a funky (Warner-Magneoton)

## Filmek
- A mi kis falunk (2024)